# Directo a Pantalla de Serigrafía
Un directo a pantalla de serigrafía, en inglés DTS (Direct To Screen – Directo a Pantalla), también denominado CTS (Computer To Screen – Ordenador a Pantalla), es una máquina utilizada en serigrafía para prescindir del fotolito en el proceso de preparación de la Pantalla para ser insolada y posteriormente imprimir.

## Aplicación
Para discriminar las partes de la pantalla por donde ha de pasar la tinta en serigrafía, tradicionalmente se ha utilizado el fotolito, de forma que la parte donde la emulsión de la pantalla no ha de curar es tapada por la mancha negra del ya mencionado fotolito.
El Directo a Pantalla imprime, por transferencia térmica, una máscara negra opaca a los rayos ultravioleta, haciendo las veces del fotolito. Esta máscara es perfectamente lavable, por lo que el procedimiento no cambia el habitual proceso posterior al insolado.
Este proceso es compatible con las emulsiones estándar utilizadas en serigrafía.

## Proceso
La pantalla es emulsionada de forma habitual. Se coloca en la máquina y se fija firmemente.
El trabajo es enviado desde el ordenador, vía USB o ethernet. El ordenador dispone de un software-RIP (las siglas, en inglés, de Raster Image Processor) que gestiona el trabajo y lo envía a la máquina que, una vez que lo recibe, termina en dos minutos el proceso de transferencia de la máscara.
El proceso es en seco, por lo que una vez finalizado la pantalla está lista para ser insolada.

## Situación actual
El DTS es un sistema que está revolucionando el mundo de la serigrafía. Reduce significativamente tiempo y costes para realizar las pantallas.
Se prevé que en los próximos años se implante en gran parte del sector de la serigrafía, al igual que sucedió con los directo a plancha en las imprentas, donde cada año las filmadoras están presentes en menor número. Esto es posible gracias a que elimina el complejo y costoso proceso de obtención del fotolito. Con él, se puede prescindir de las voluminosas filmadoras, que además utilizaban productos químicos que requerían de un reciclaje especial para proteger el medio ambiente y evitar recurrir a terceros para encargar los fotolitos.